# Vlastimil Šulgan
Vlastimil Šulgan (ur. 11 sierpnia 1975 w Czadcy) – biskup tytularny Zlinu oraz zwierzchnik Kościoła Starokatolickiego na Słowacji, działacz społeczny i ekumeniczny. Wykładowca w Seminarium Duchownym Kościoła Starokatolickiego na Słowacji w Nitrze. Członek zarządu YMCA na Słowacji.
Vlastimil Šulgan wychowywany był w rzymskokatolickiej rodzinie. W 2001 roku po ukończeniu Wyższego Seminarium Duchownego im św. Gorazda w Nitrze został wyświęcony na rzymskokatolickiego duchownego. W trakcie pracy duszpasterskiej poznał swoją przyszłą żonę (ślub w 2003 roku) dla której zrezygnował z kapłaństwa. Niedługo potem przeszedł do Kościoła Starokatolickiego na Słowacji i został mianowany kanonikiem.
Ks. Vlastimil Šulgan został wyświęcony na biskupa 4 października 2015 roku w kościele reformowanym w Nitrze. Głównym konsekratorem był abp dr Augustín Bačinský, a asystowali mu biskup Jerzy Rybka (Polski Narodowy Katolicki Kościół w RP) i biskup Hansjörg Peters (wikariusz generalny Kościoła Starokatolickiego na Słowacji w Austrii). 
8 maja 2021 roku został wybrany na zwierzchnika Kościoła Starokatolickiego na Słowacji, zastępując na tym stanowisku zmarłego Bačinskiego. 
Jest żonaty, ma jedną córkę.